# Олигомиктичко језеро
Олигомиктичко језеро (грч. olygo — сиромашан, оскудан и грч. miktos — измешан) је језеро у којем се према термичкој класификацији мешање воде не обавља правилно и потпуно. Врши се за време релативно сувог и кратког прохладног времена. Карактеристична су за екваторијалне области, тачније за просторе влажних шума Амазоније, Конга и Индонезије.